# Авроральне кілометрове випромінювання
Авроральне кілометрове випромінювання (англ. auroral kilometric radiation, AKR) — інтенсивне радіовипромінювання, що випромінюється в зоні прискорення полярного сяйва (на висоті, що втричі перевищує радіус Землі). Випромінювання, в основному, походить від циклотронного випромінювання від електронів, що обертаються навколо силових ліній магнітного поля Землі. Випромінювання має частоту від 50 до 500 кГц і загальну потужність приблизно від 1 мільйона до 10 мільйонів ват. Випромінювання поглинається іоносферою, тому його можна виміряти лише супутниками, розташованими на великій висоті, такими як Fast Auroral Snapshot Explorer.
Оскільки деякі інші планети також випромінюють циклотронне випромінювання, авроральне кілометрове випромінювання можна використовувати, щоб дізнатися більше про Юпітер, Сатурн, Уран і Нептун, а також для виявлення позасонячних планет.